# Sinilabeo hummeli
Sinilabeo hummeli és una espècie de peix cipriniforme de la família dels ciprínids.

## Morfologia
Els mascles poden assolir els 2 cm de longitud total.

## Distribució geogràfica
Es troba al curs superior del riu Iang-Tsé a la Xina.